# Ceratrichiini
De Ceratrichiini zijn een geslachtengroep van vlinders van de familie van de dikkopjes (Hesperiidae) van de onderfamilie van de Hesperiinae.

## Geslachten
- Argemma Grishin, 2019
- Ceratrichia Butler, 1870
- Herila Larsen & Collins, 2012
- Meza Hemming, 1939
- Pardaleodes Butler, 1870